# Војна психологија
Војна психологија је специјализација у оквиру психологије која примењује психолошку науку да унапреди спремност војних припадника, организација и операција. Војни психолози пружају подршку војсци на много начина, укључујући директну клиничку негу, консултације са војним командантима, подучавање других и подршку војној обуци, као и истраживање релевантно за војне операције и особље. Војна психологија као област расте од почетка 20. века, што је доказ да захтеви и потребе за психолошком клиничком и оперативном применом настављају да стално расту.
Постоји много стресора повезаних са служењем војног рока, укључујући изложеност високоризичној обуци и борби. Као такви, психолози су кључне компоненте подршке које помажу војним вођама да осмисле одговарајуће програме обуке, обезбеђују надзор над тим програмима и помажу војним припадницима док се сналазе у изазовима војне обуке и њиховог новог начина живота. Војна психологија покрива широк спектар области широм војске, укључујући оперативну, тактичку и професионалну психологију. Родне разлике између војно обученог особља које тражи помоћ за ментално здравље су опширно проучаване. Специфични примери укључују посттрауматски стресни поремећај (ПТСП) повезан са борбом, или осећање кривице и породичне/партнерске потешкоће које прате продужена или честа ангажовања због раздвајања. Клинички провајдери у војној психологији често су фокусирани на лечење стреса, умора и других питања личне спремности. Претходни ратови као што су Корејски рат, рат у Вијетнаму и Други светски рат пружају сјајан увид у функционисање и праксу војне психологије и како су се праксе мењале и помагале војсци током година.